# Вулиця Михайла Грушевського (Дніпро)
Вулиця Михайла Грушевського — вулиця у Половиці й Млинах у Шевченківському районі міста Дніпро.
Вулиця від початку майже до кінця піднімається угору; починається у старій Половиці від проспекту Яворницького; є продовженням вулиці Липинського; у кінці Млинів переходить у проспект Богдана Хмельницького.
Довжина вулиці  — 2200 м.

## Історія
Катеринославська назва — Казанська вулиця
Катеринославська назва — Казанська вулиця

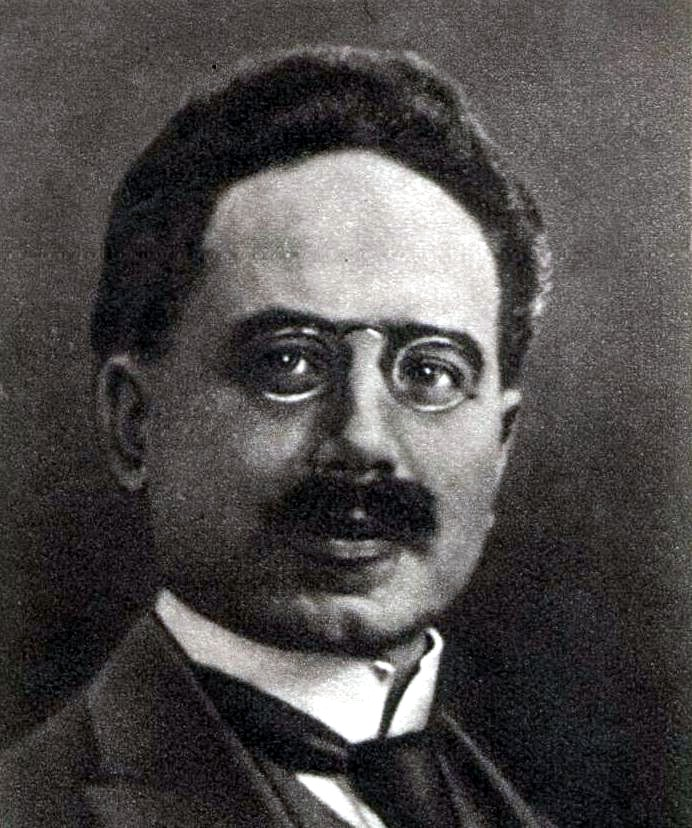
Карл Лібкнехт

Вулиця названа за дерев'яним храмом Казанської ікони Божої Матері. Початково, з 1781 року, він був у Катеринославі-Кільченському, потім перенесений у Половицю на місце сучасного будинку на Успенській площі, 1. Після побудови дерев'яного Успенського храму 1797 року Казанський храм перенесли на Привозний майдан до купецької громади. Хоча їй було надано нове ім'я в ім'я Зішестя Святого Духа, — храм продовжували називати Казанським. Східніше храму за 1837—1855 роки побудували кам'яний Троїцький собор.
Радянська влада більшовиків перейменувала вулицю Казанську на Карла Лібкнехта, на честь засновника комуністичної партії у Німеччині.
2016 року вулицю перейменовано на честь історика й Голови Центральної Ради Української Народної Республіки Михайла Грушевського.

## Галерея

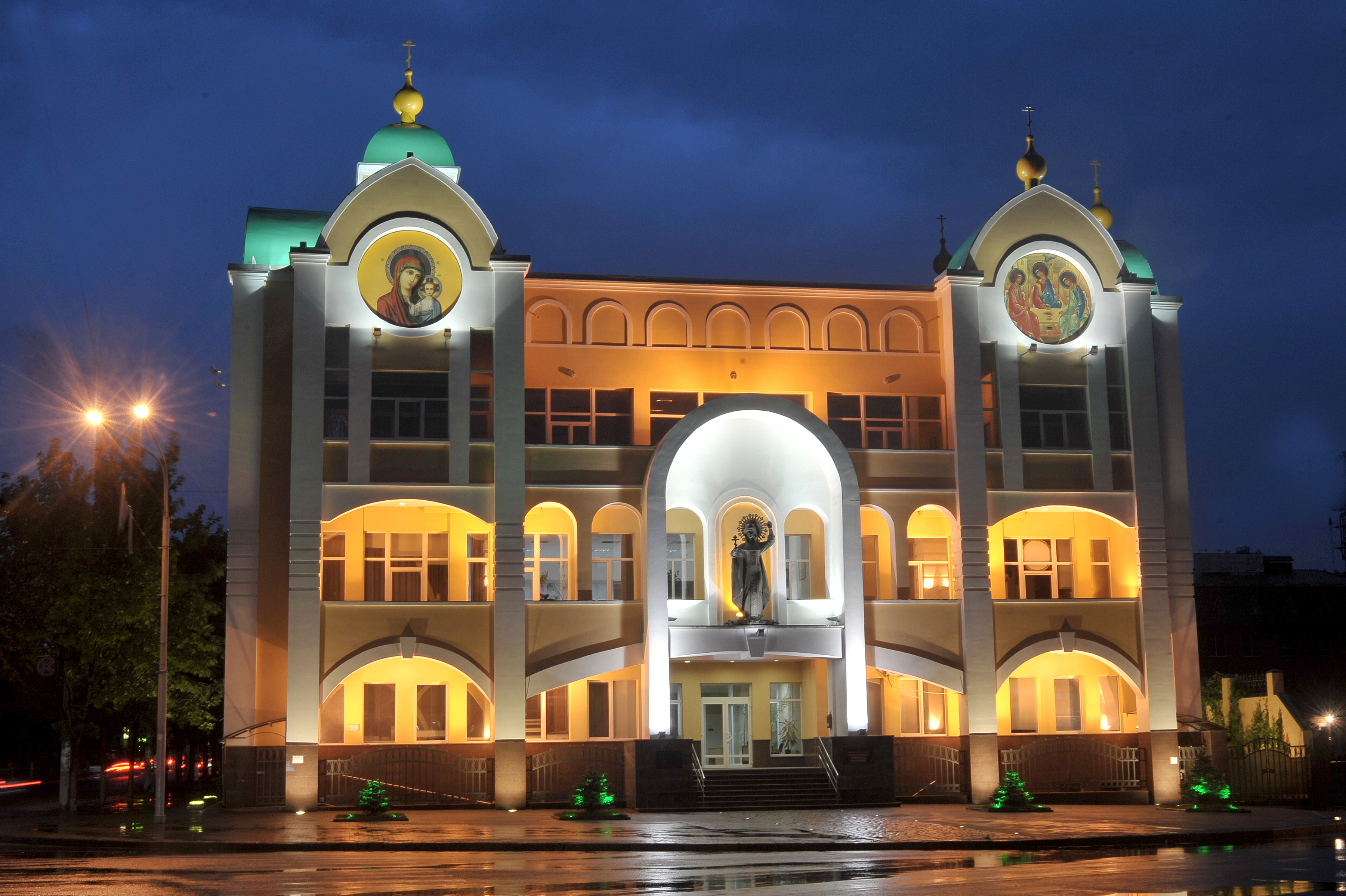
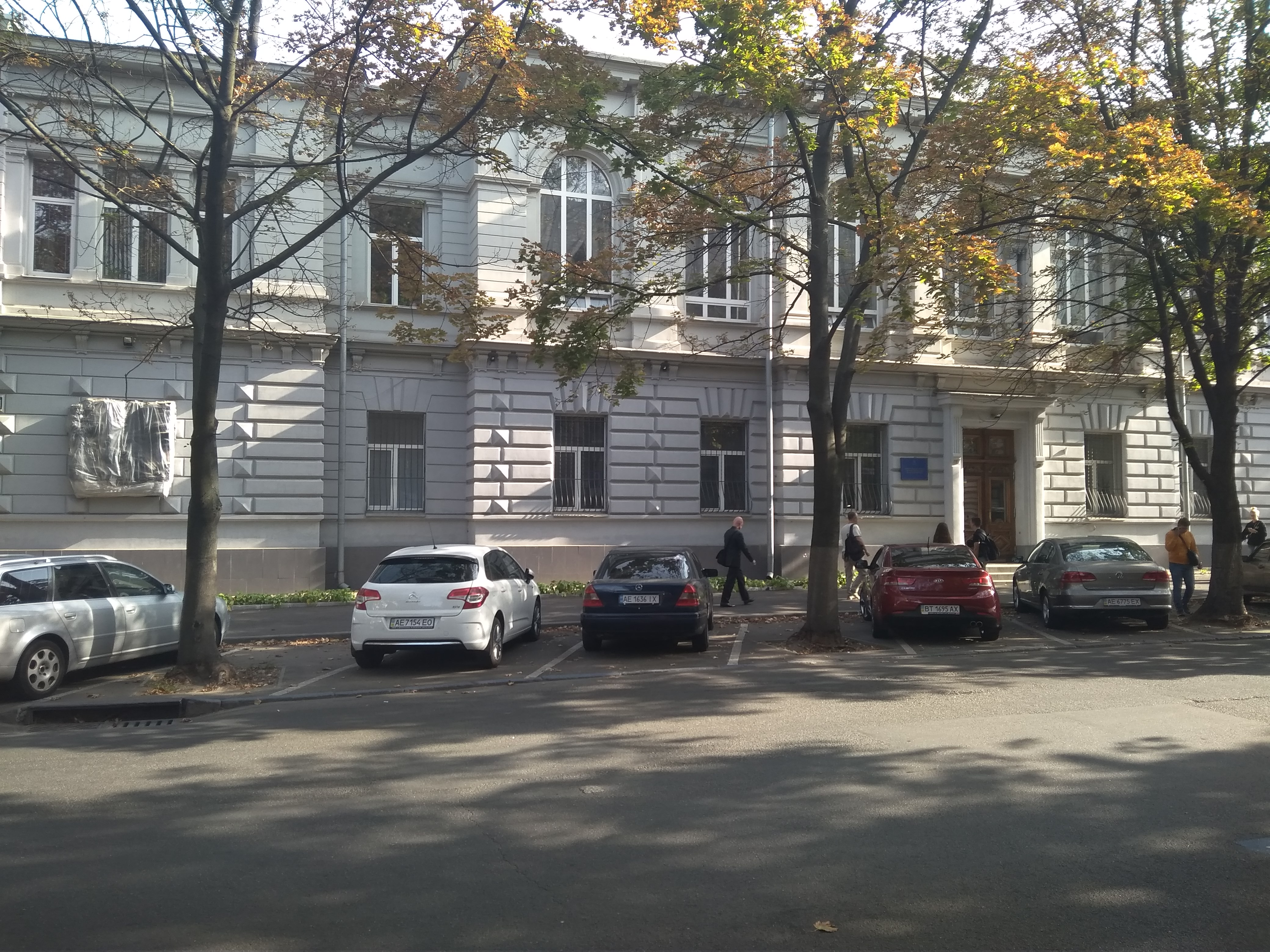
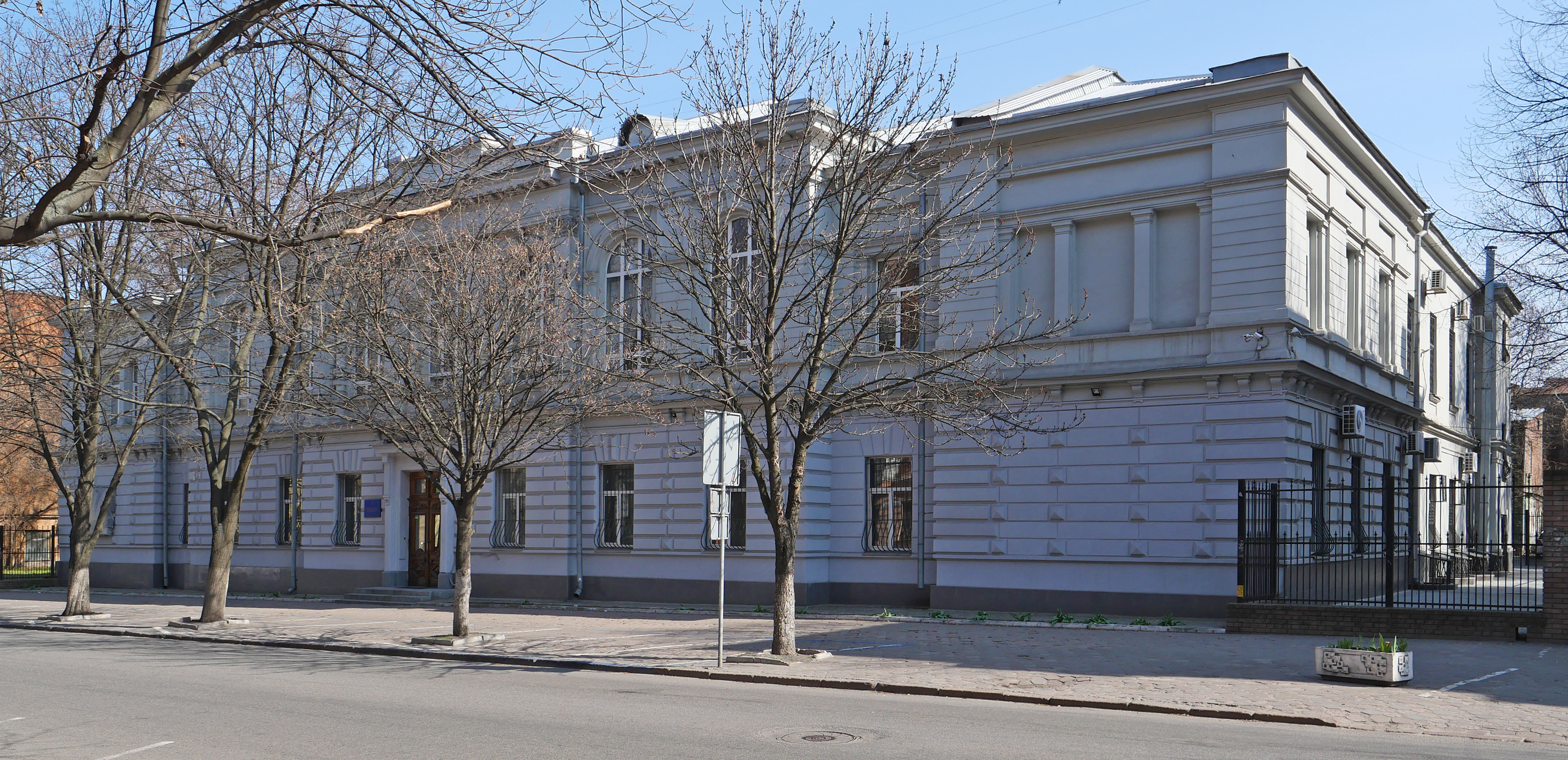
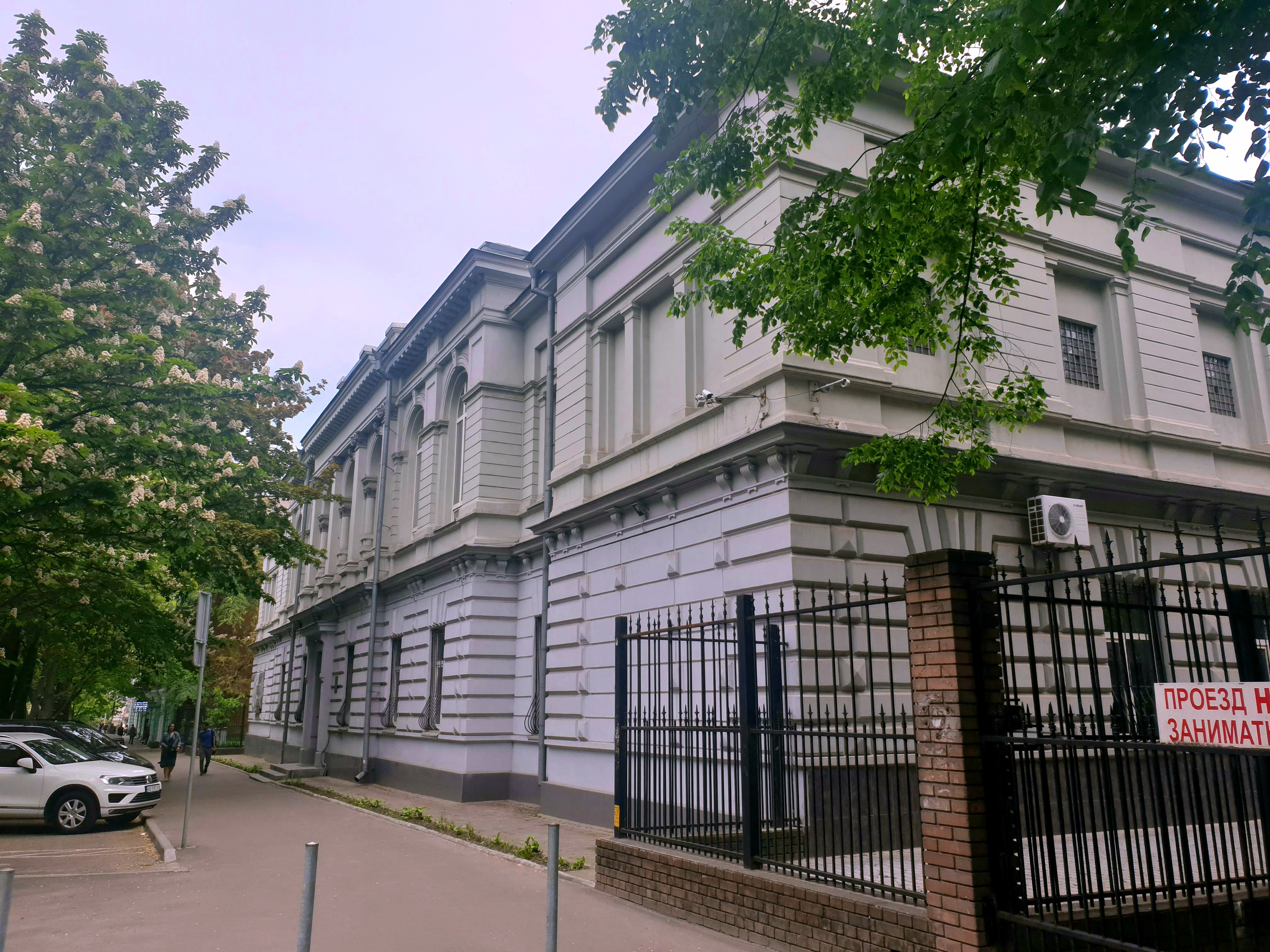
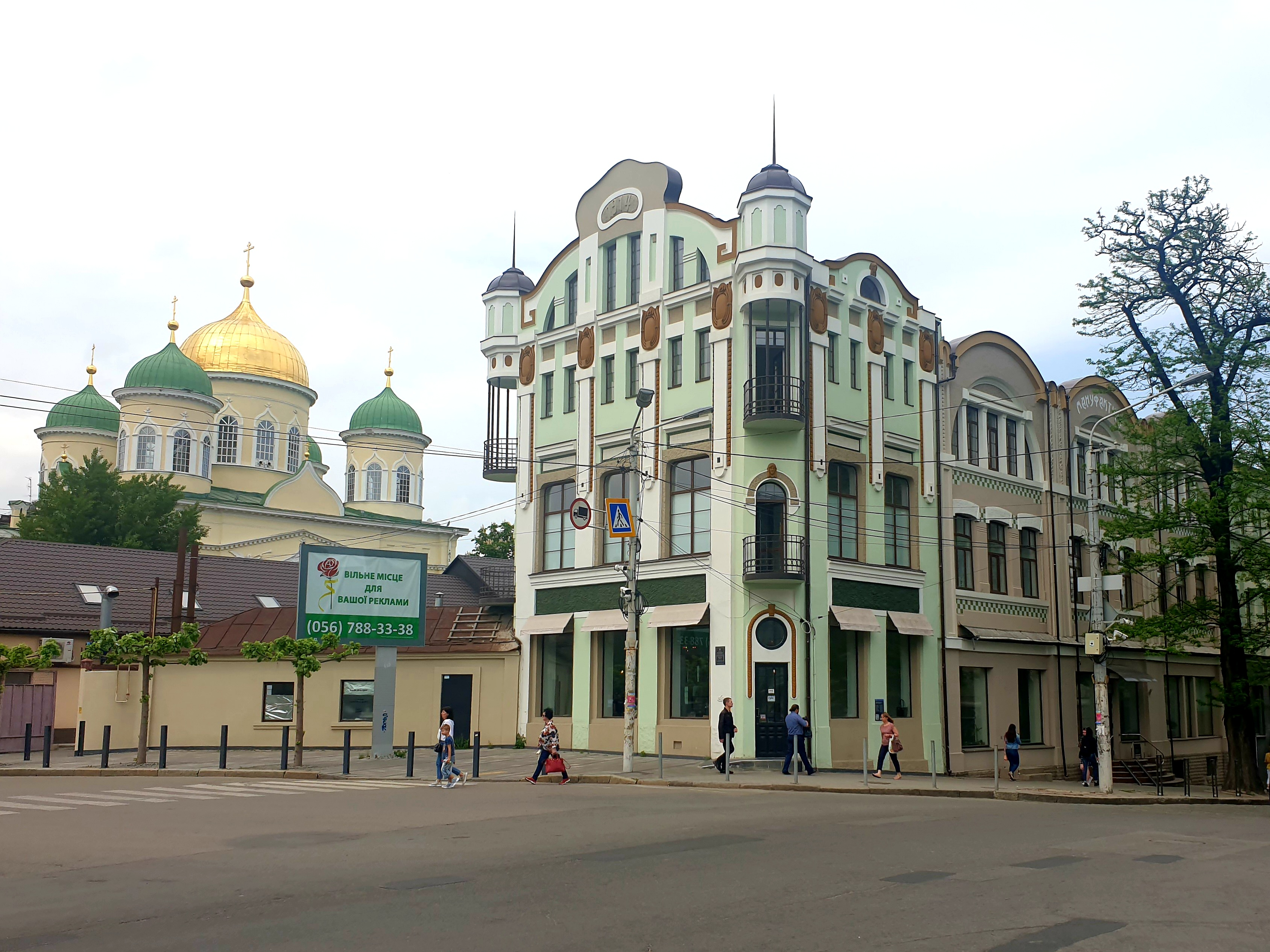
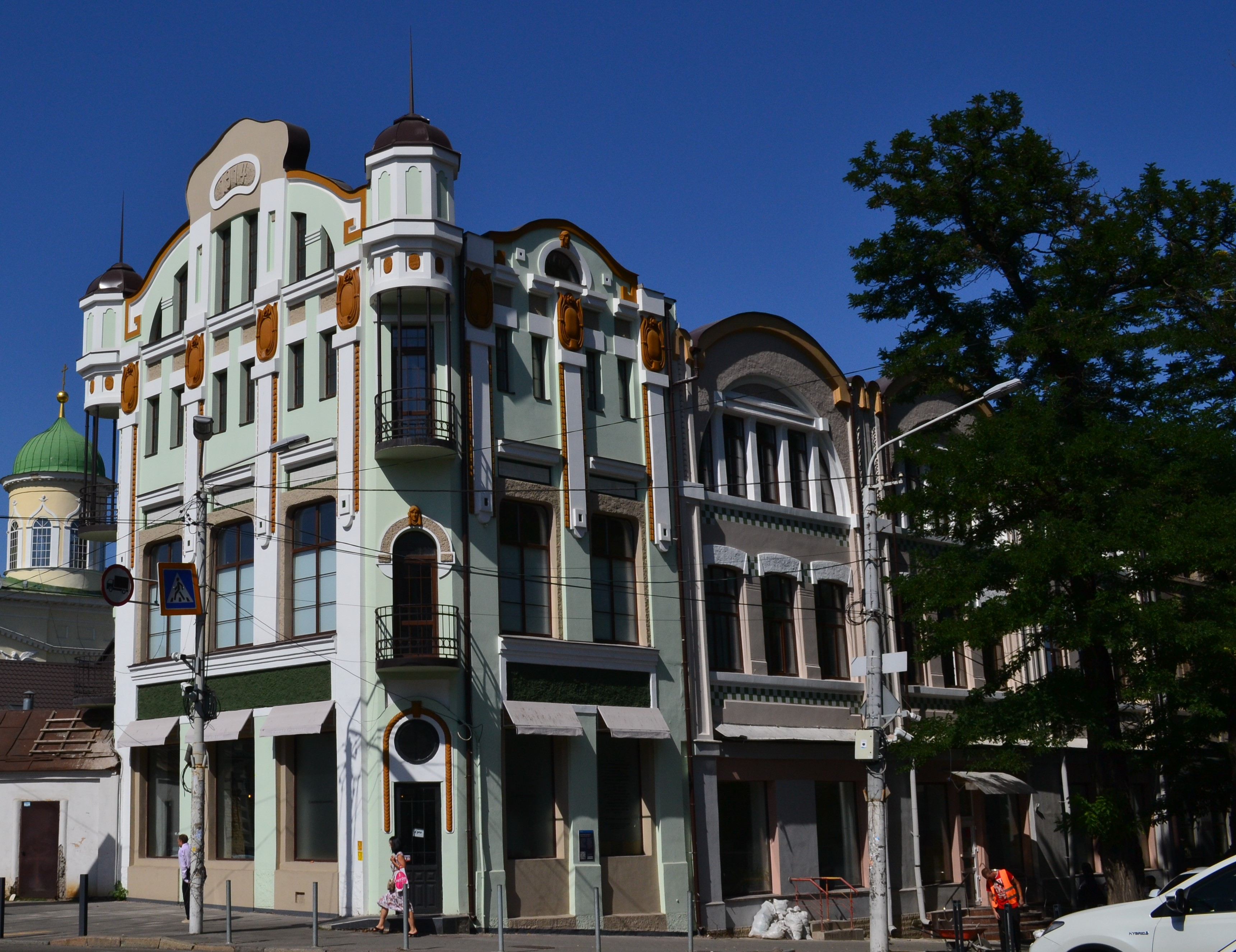
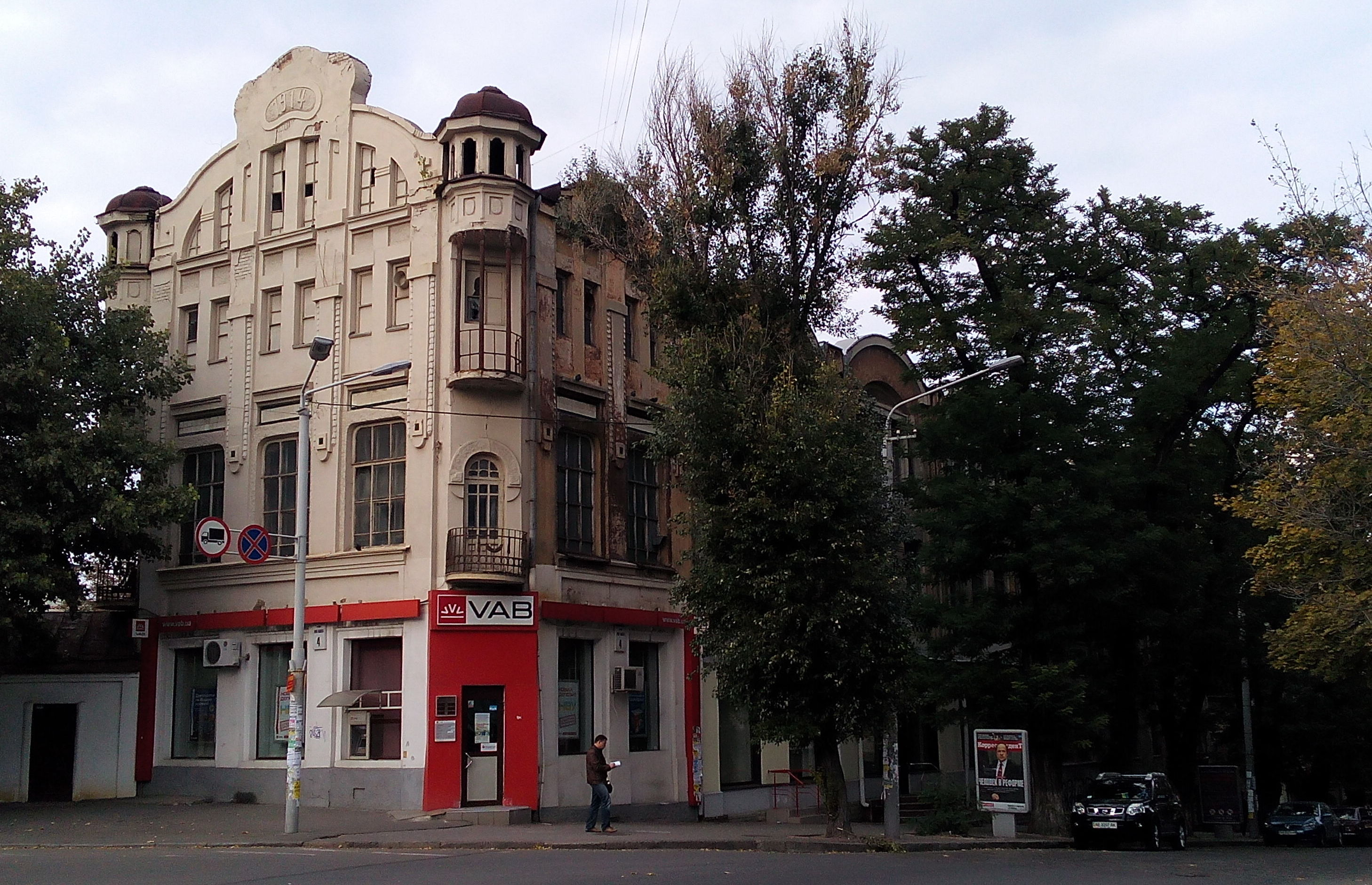
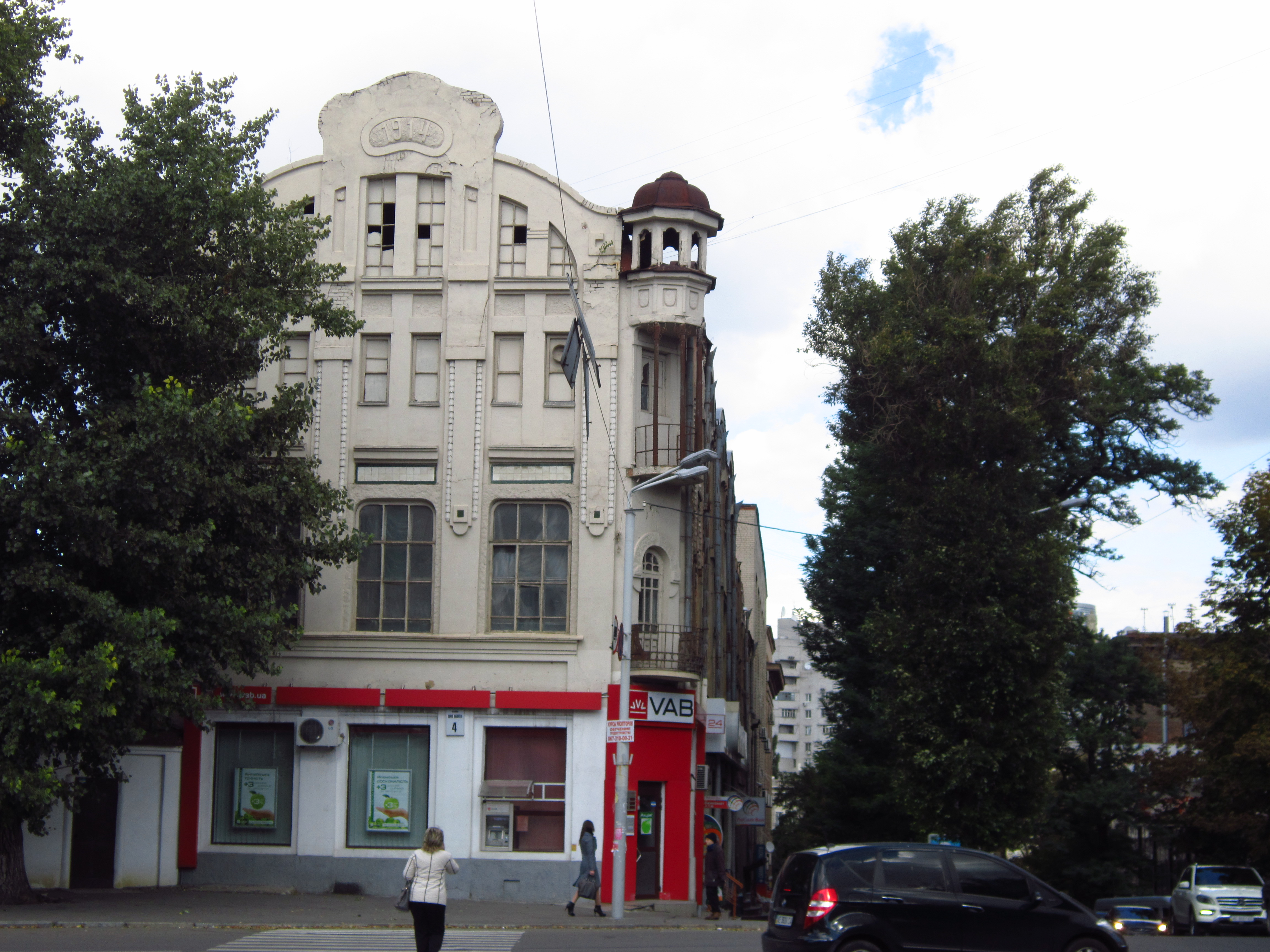
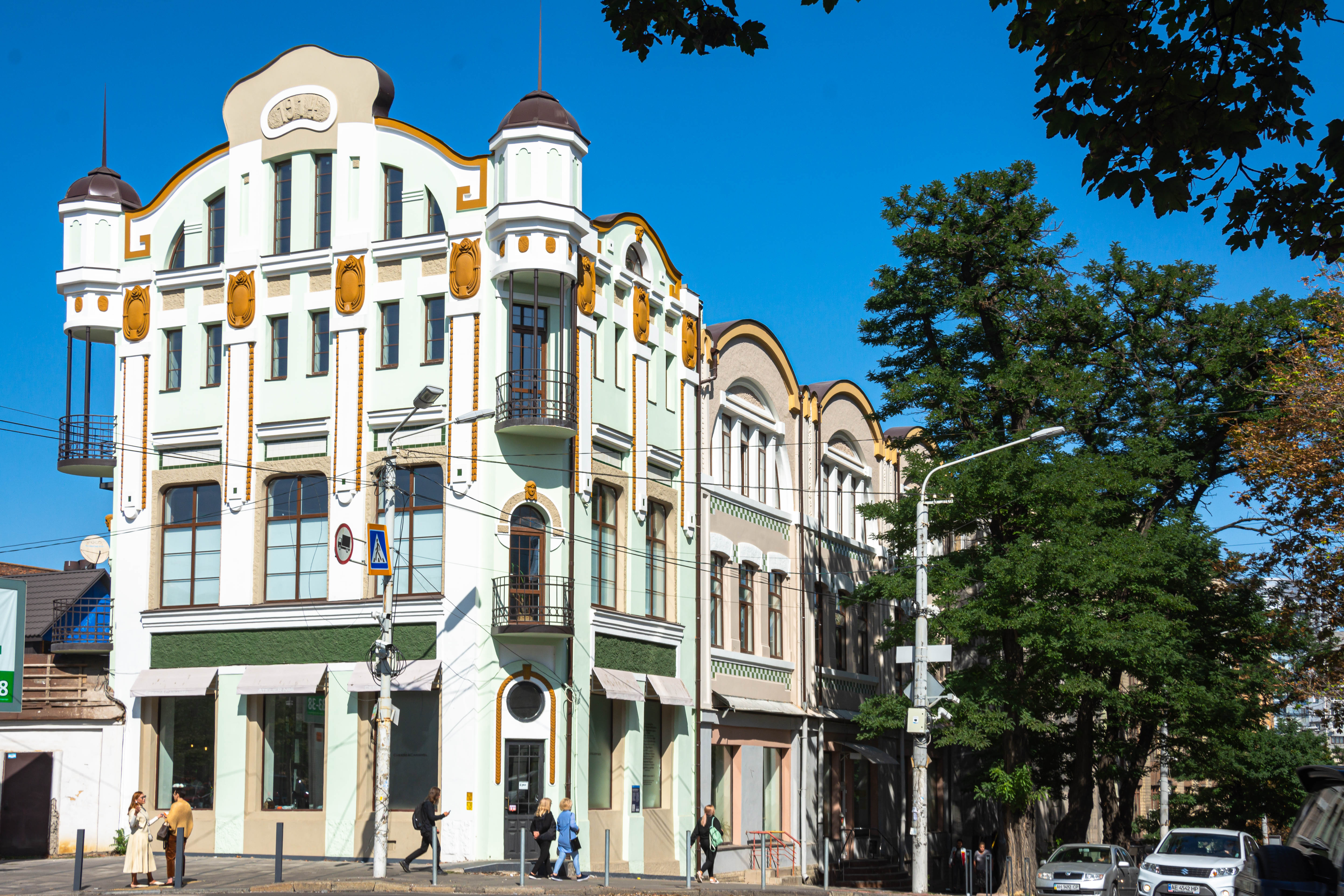
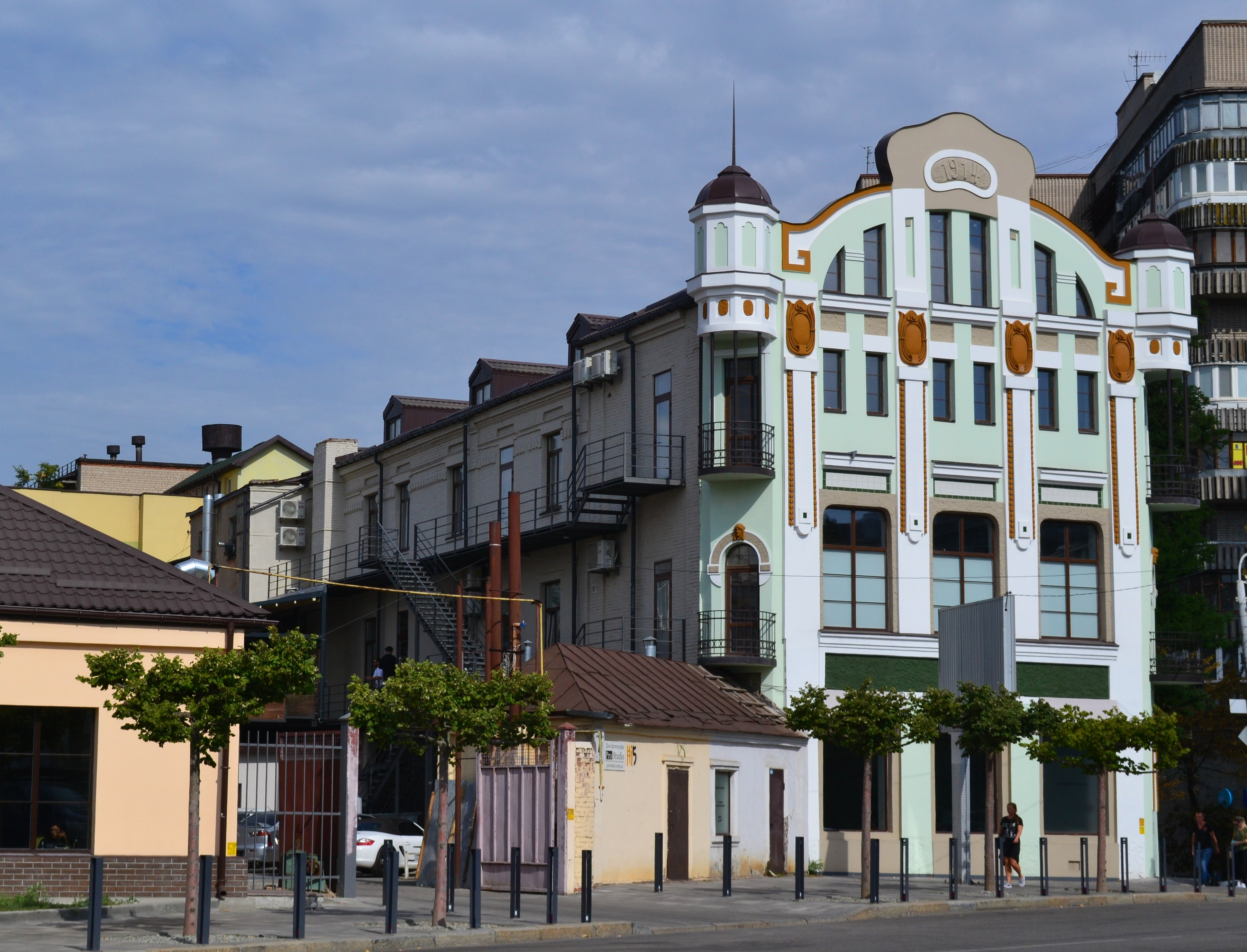
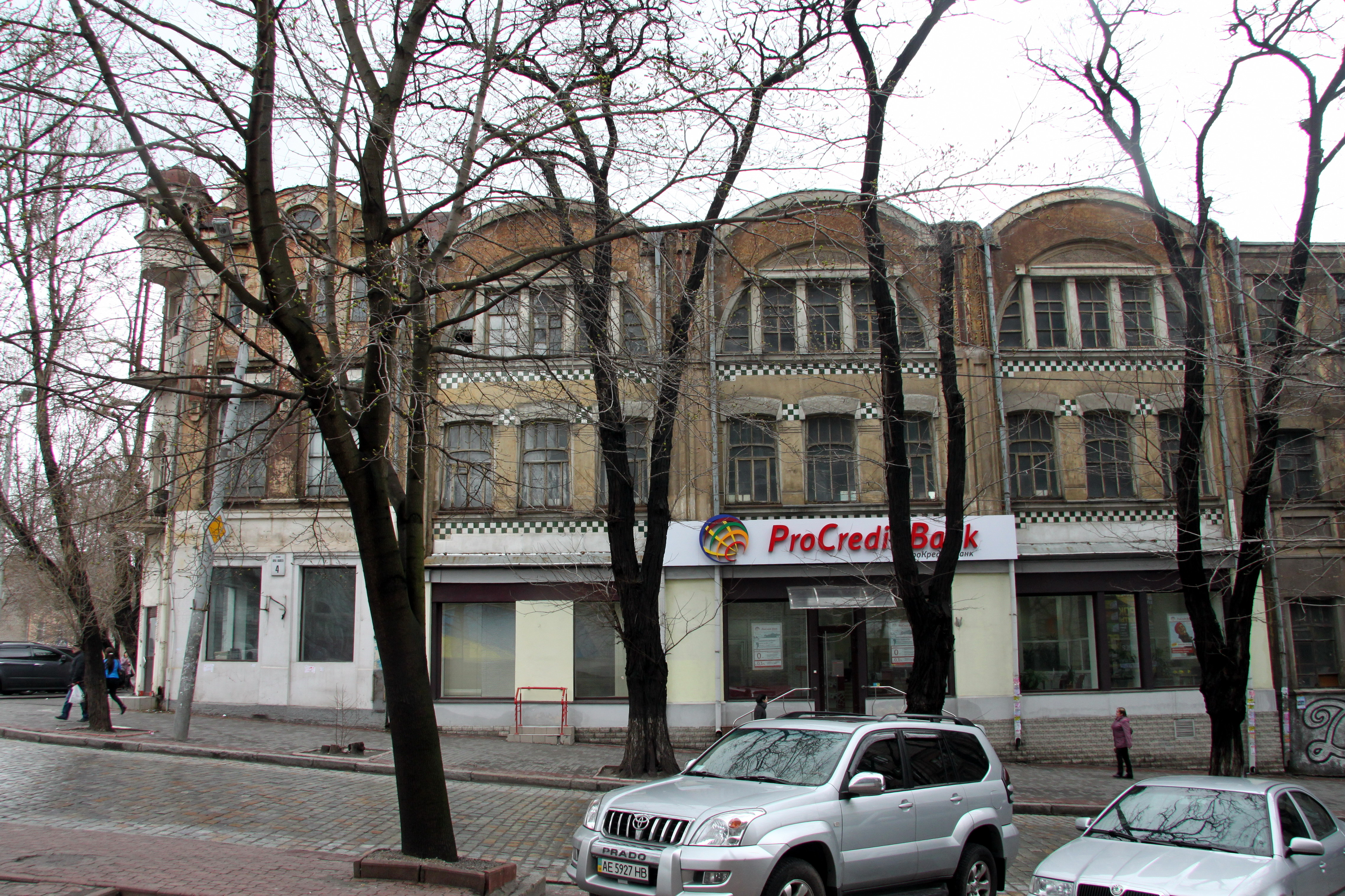
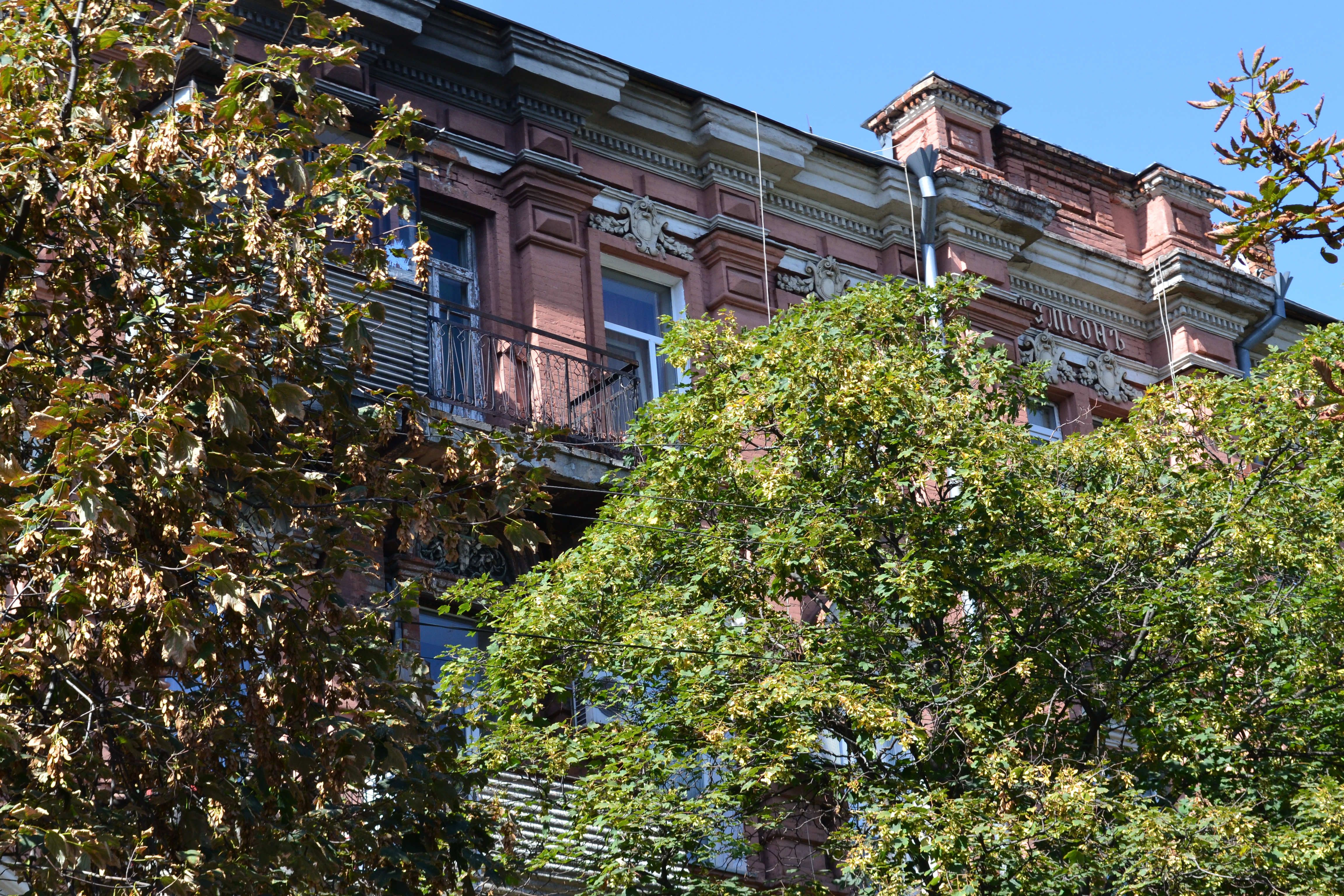
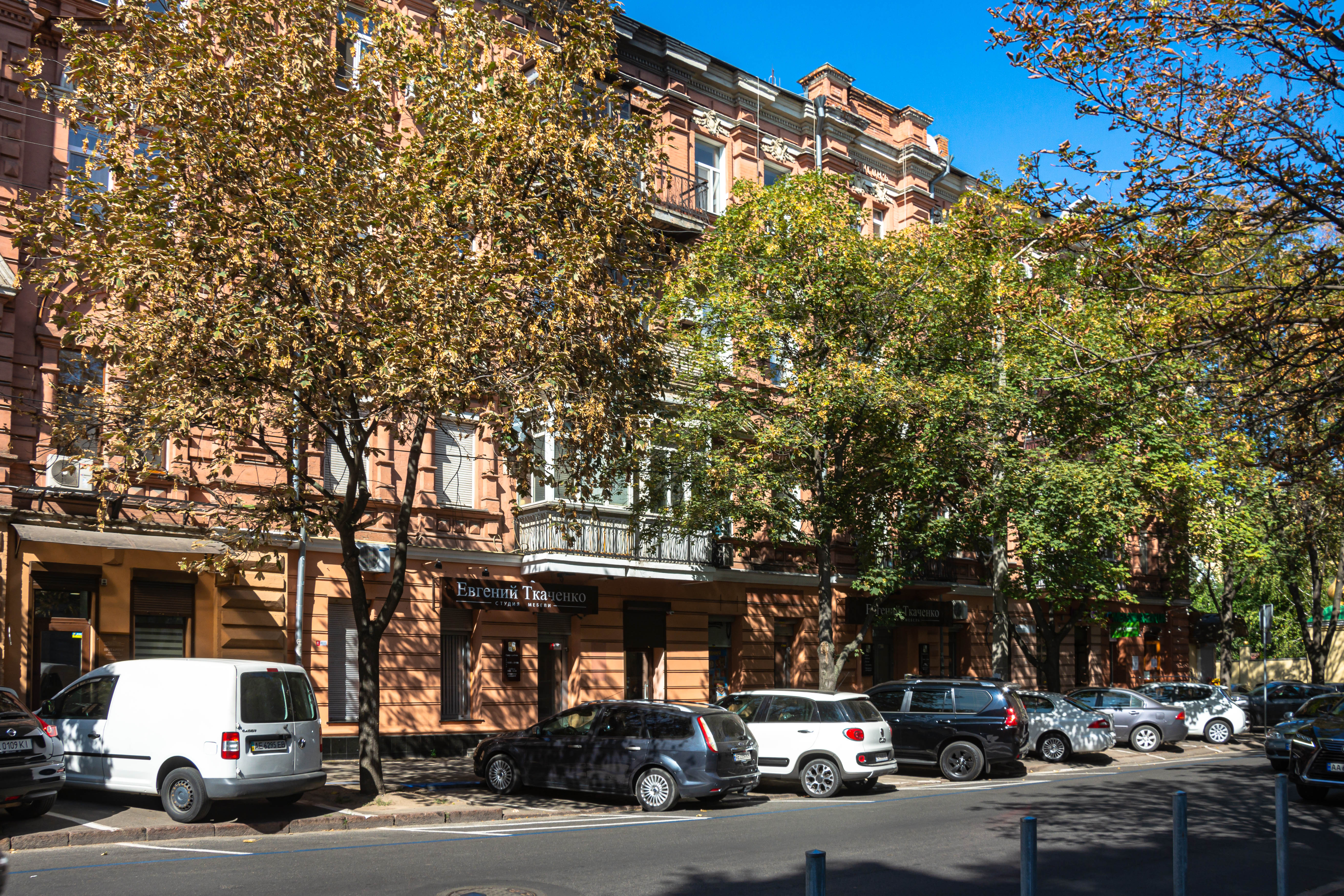
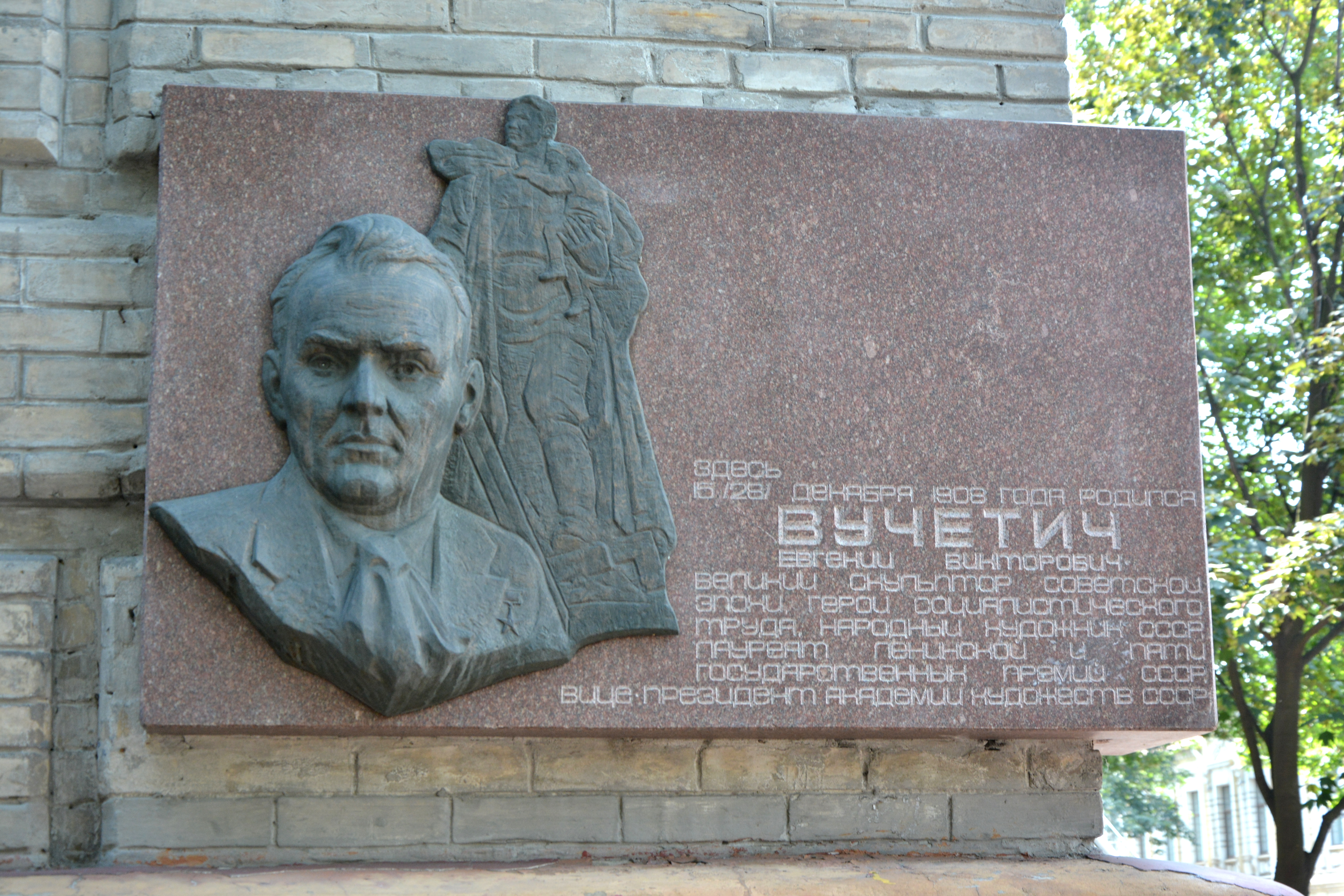
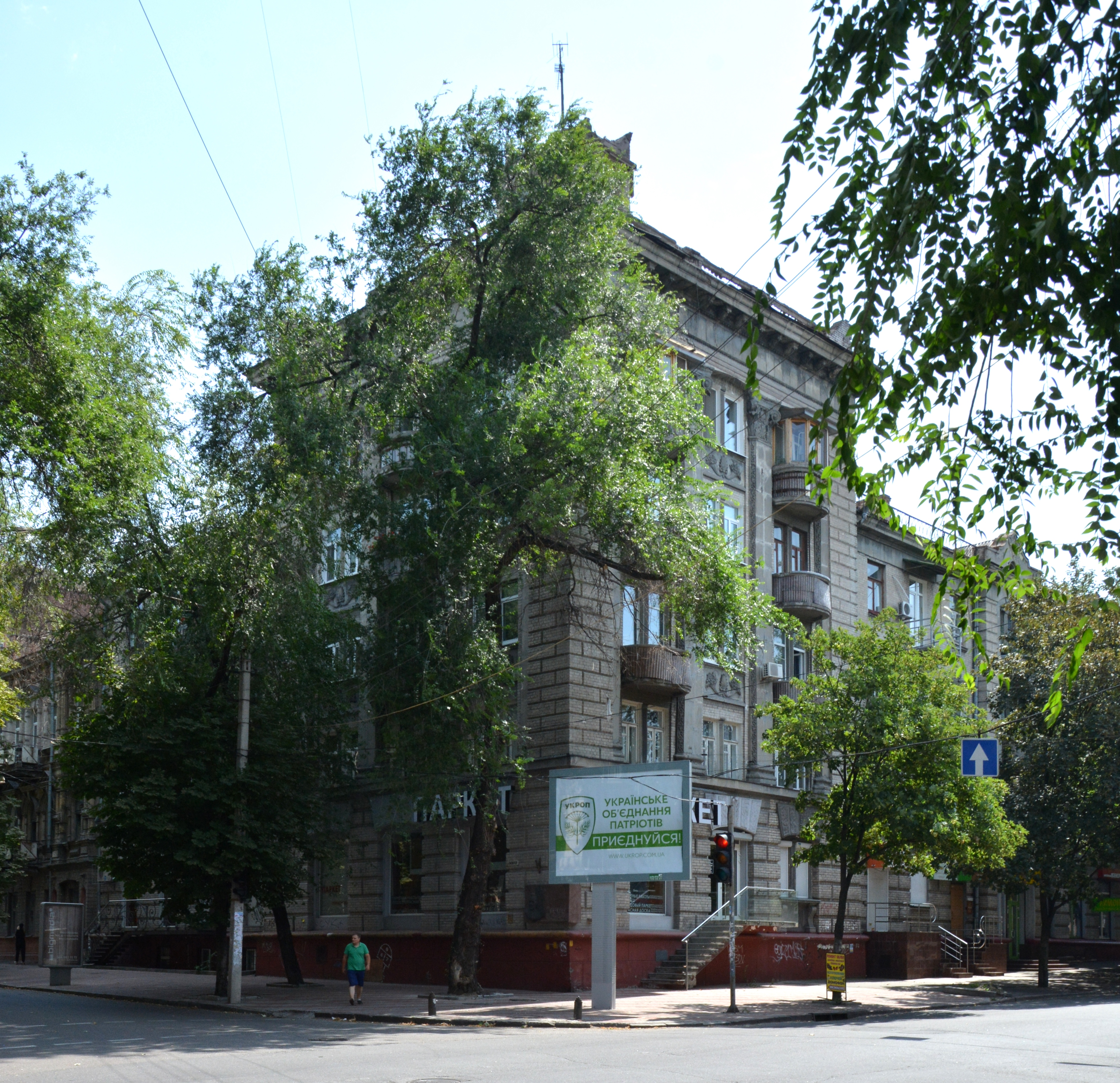
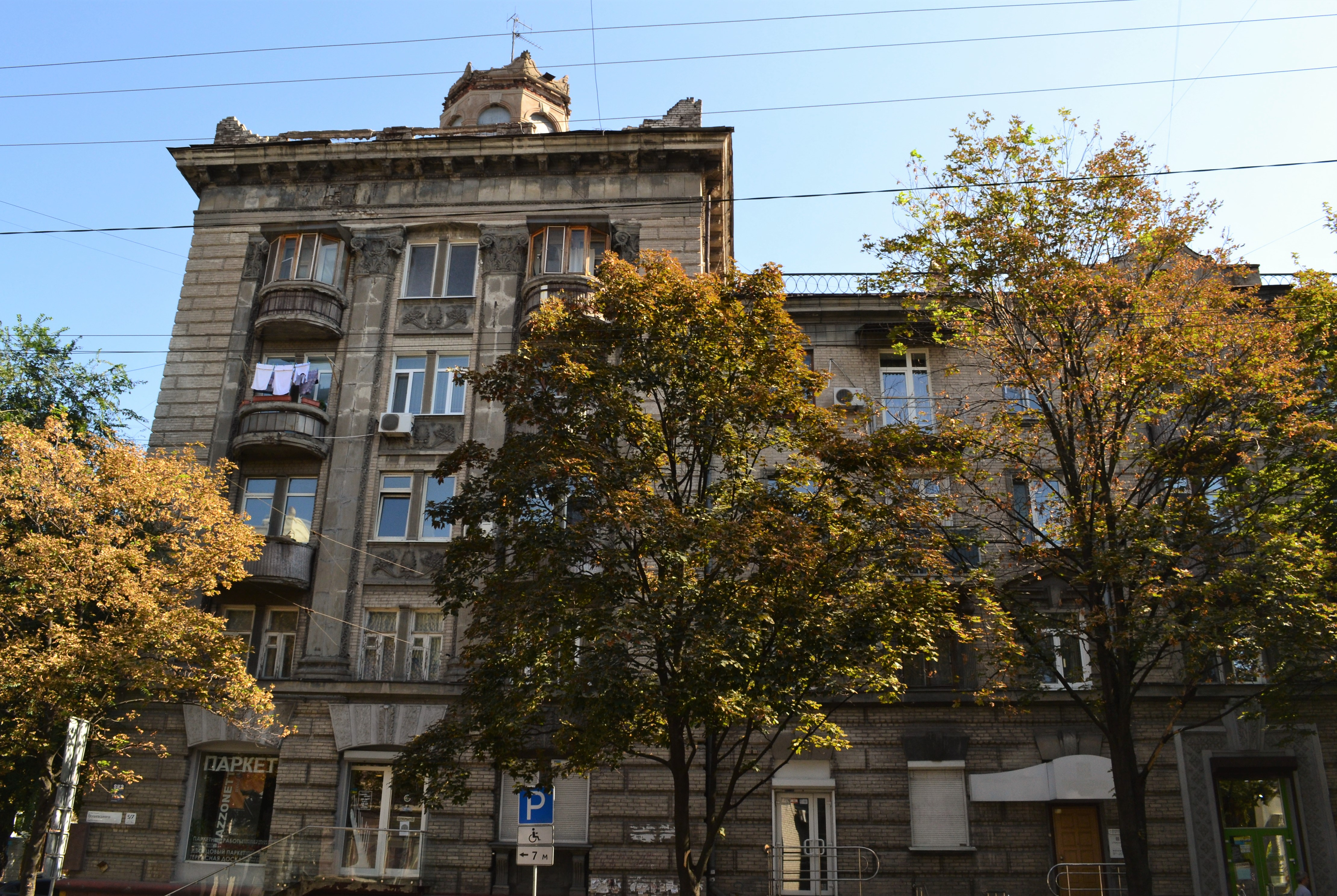
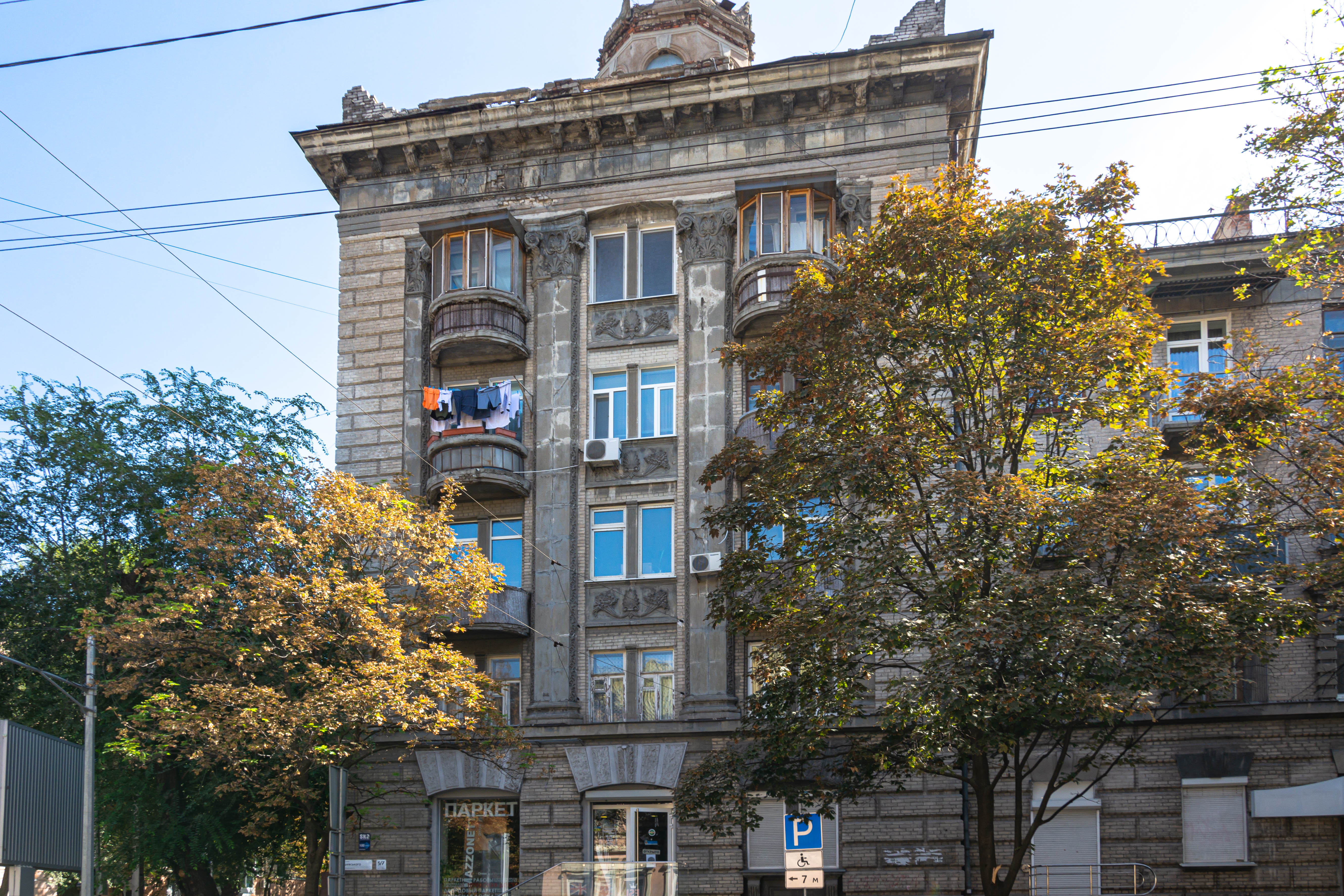
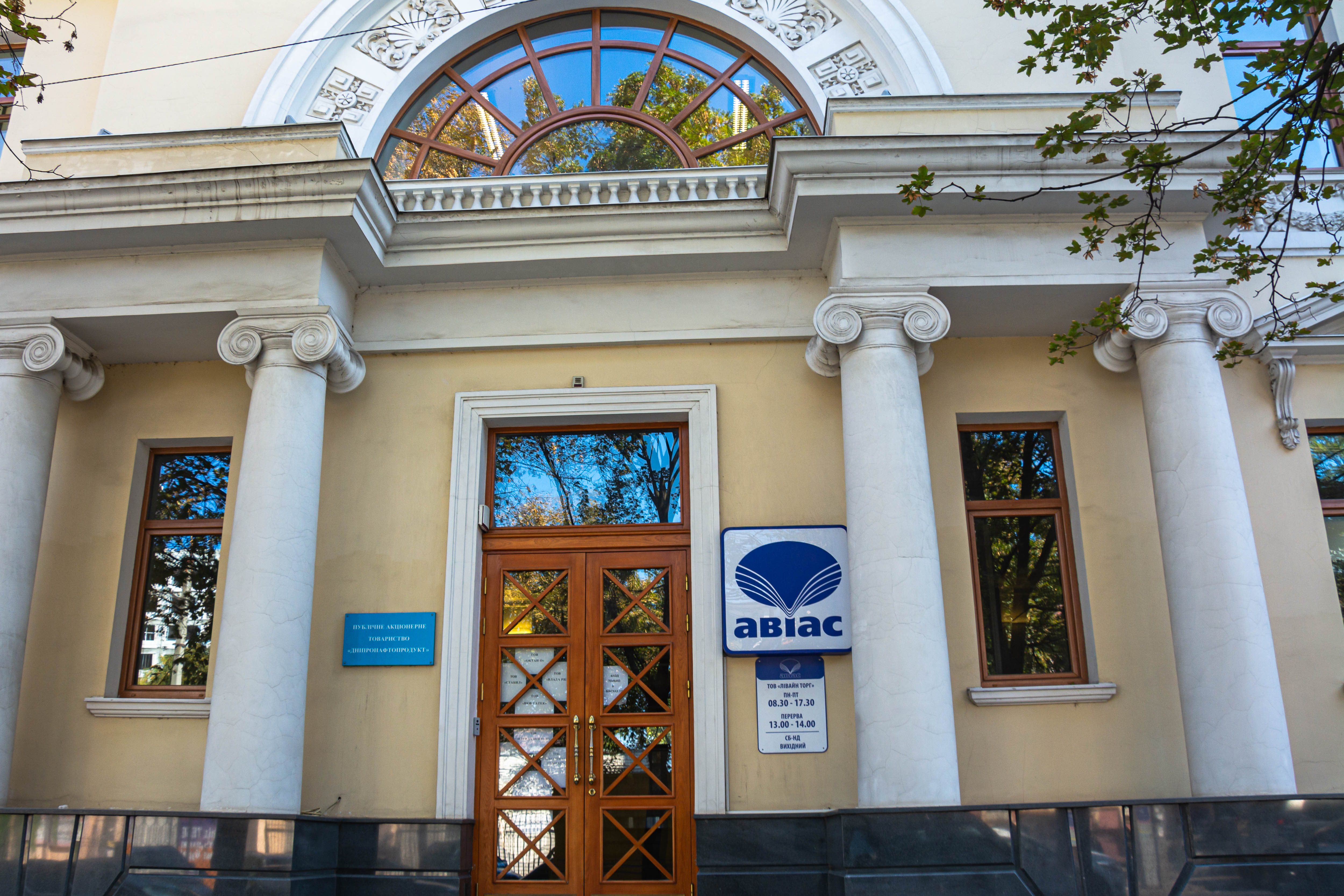
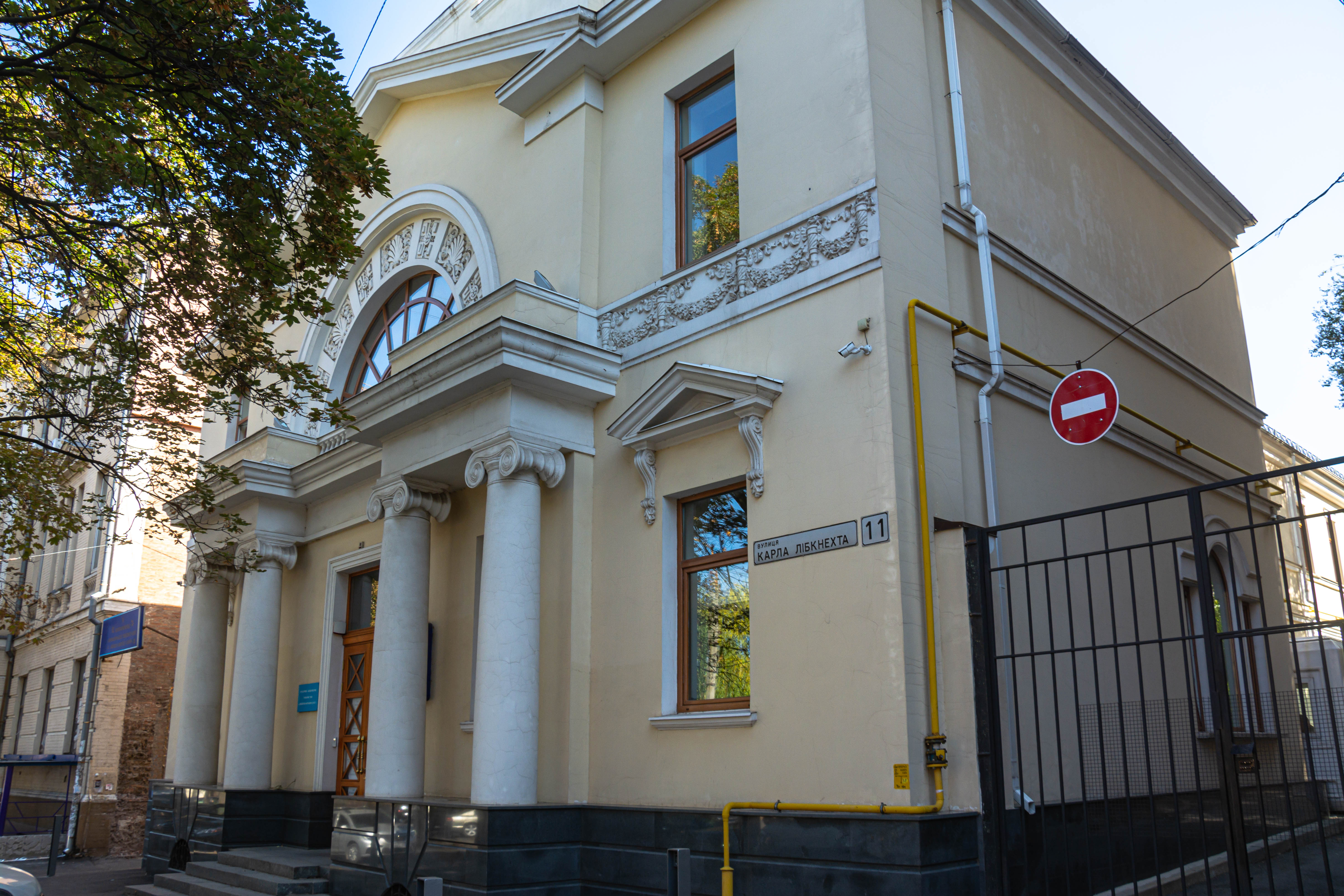
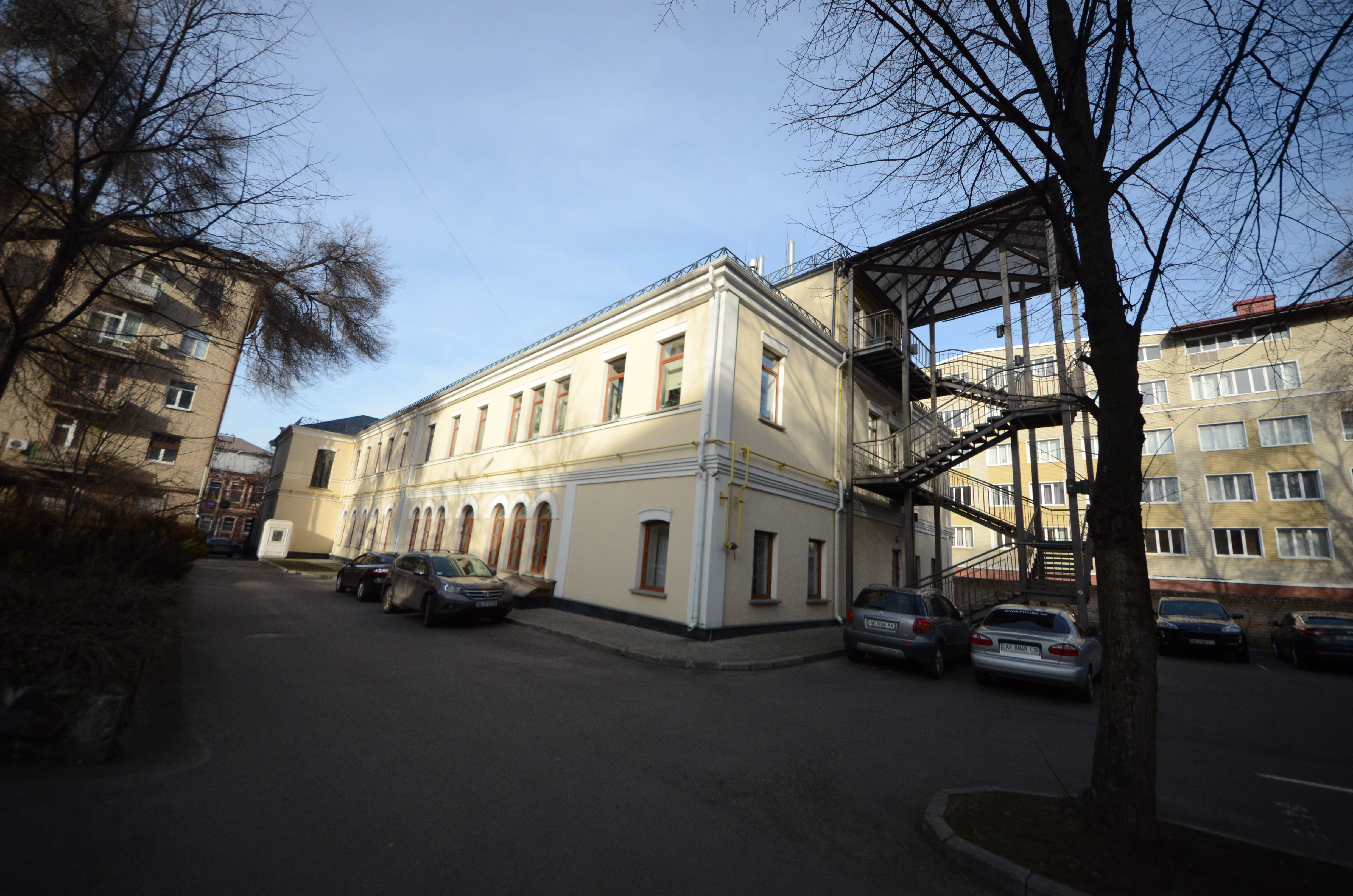
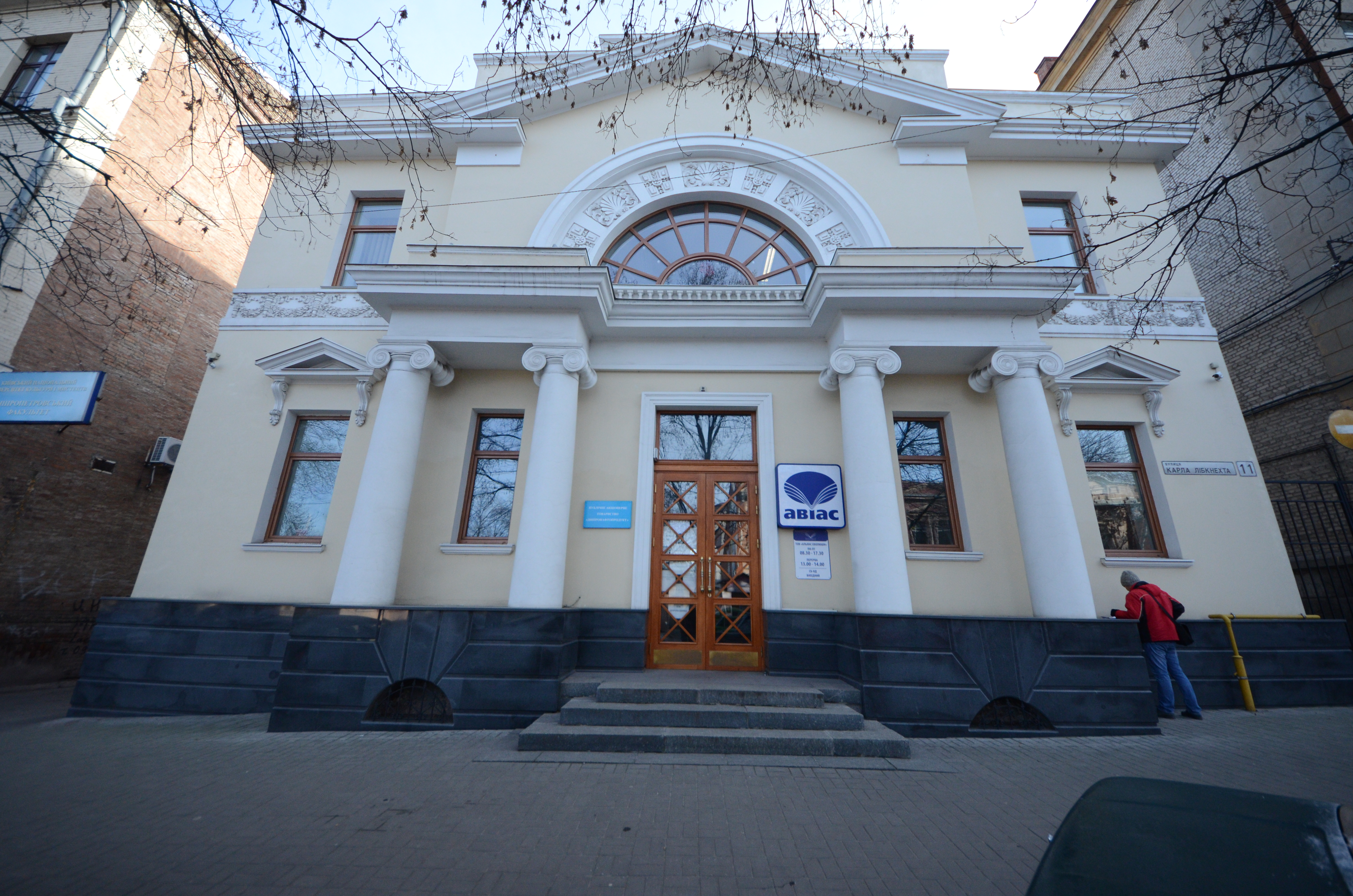
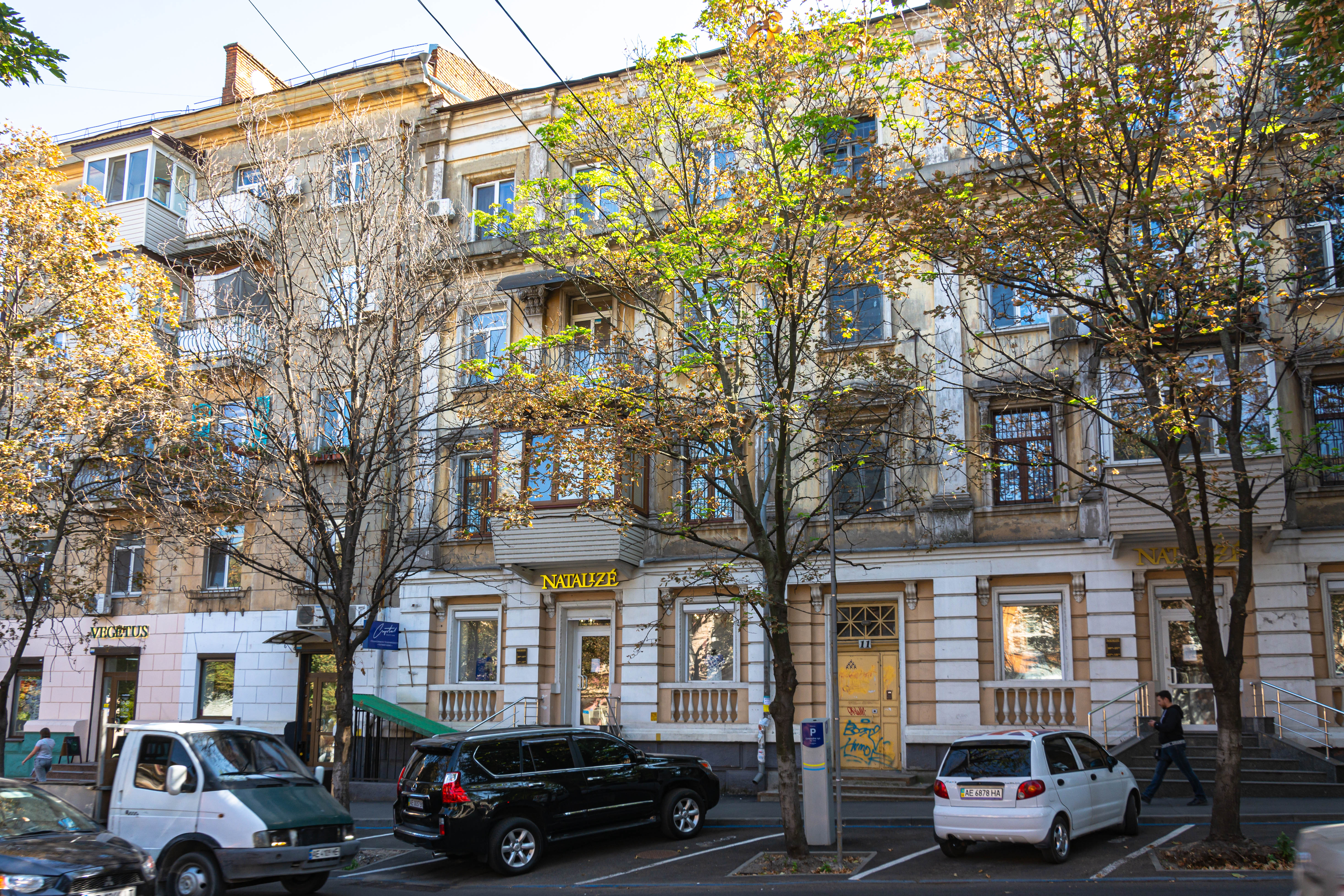
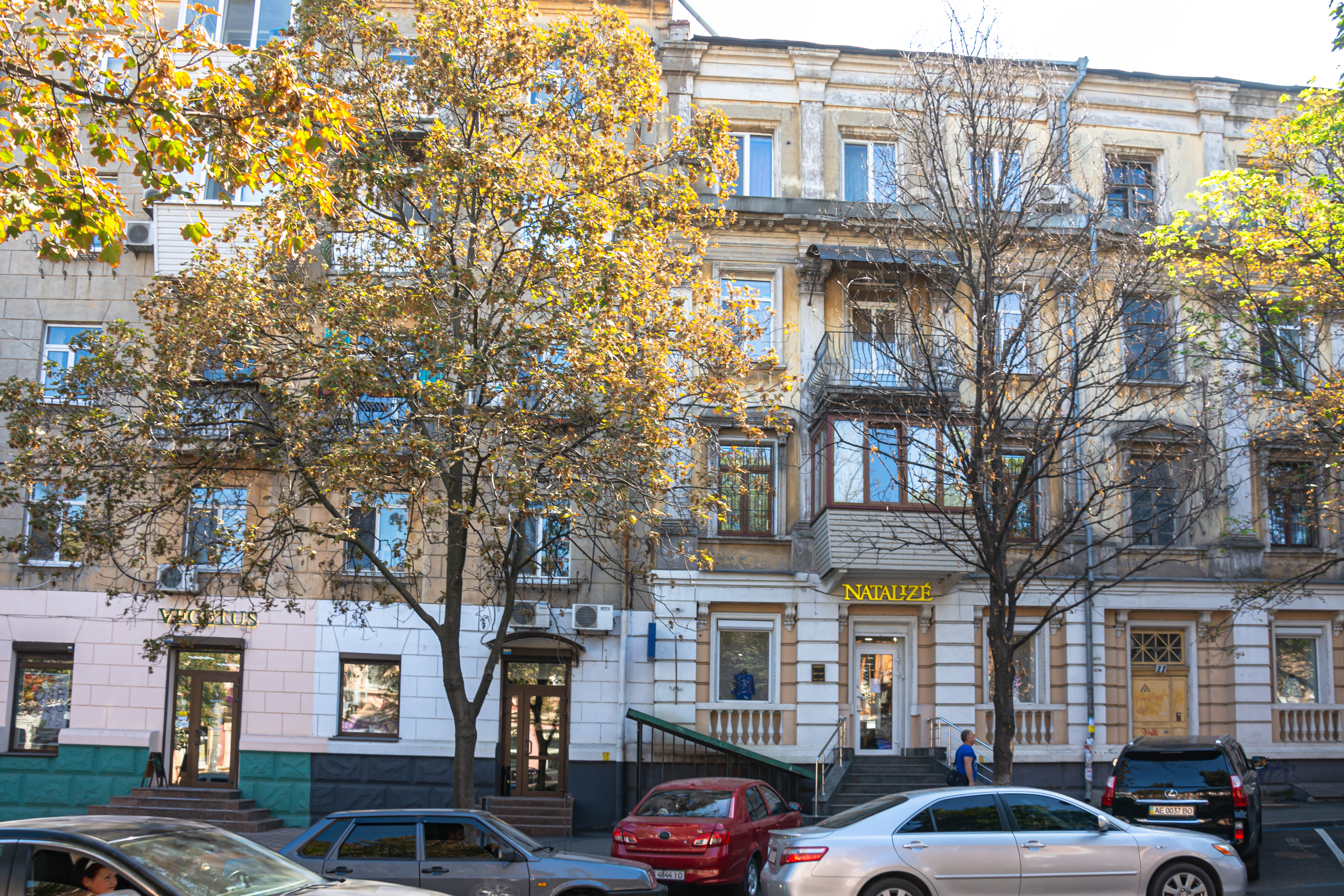
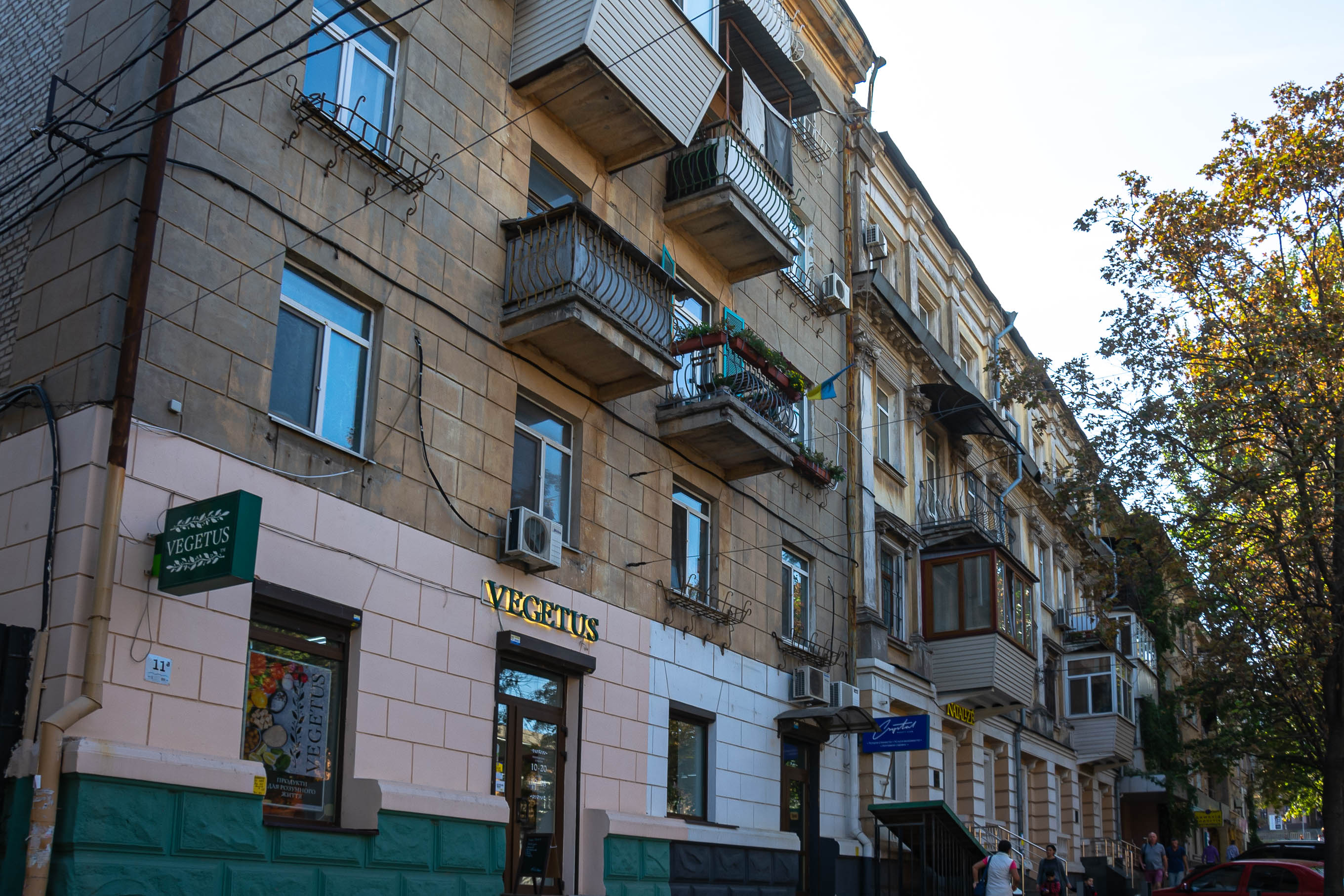
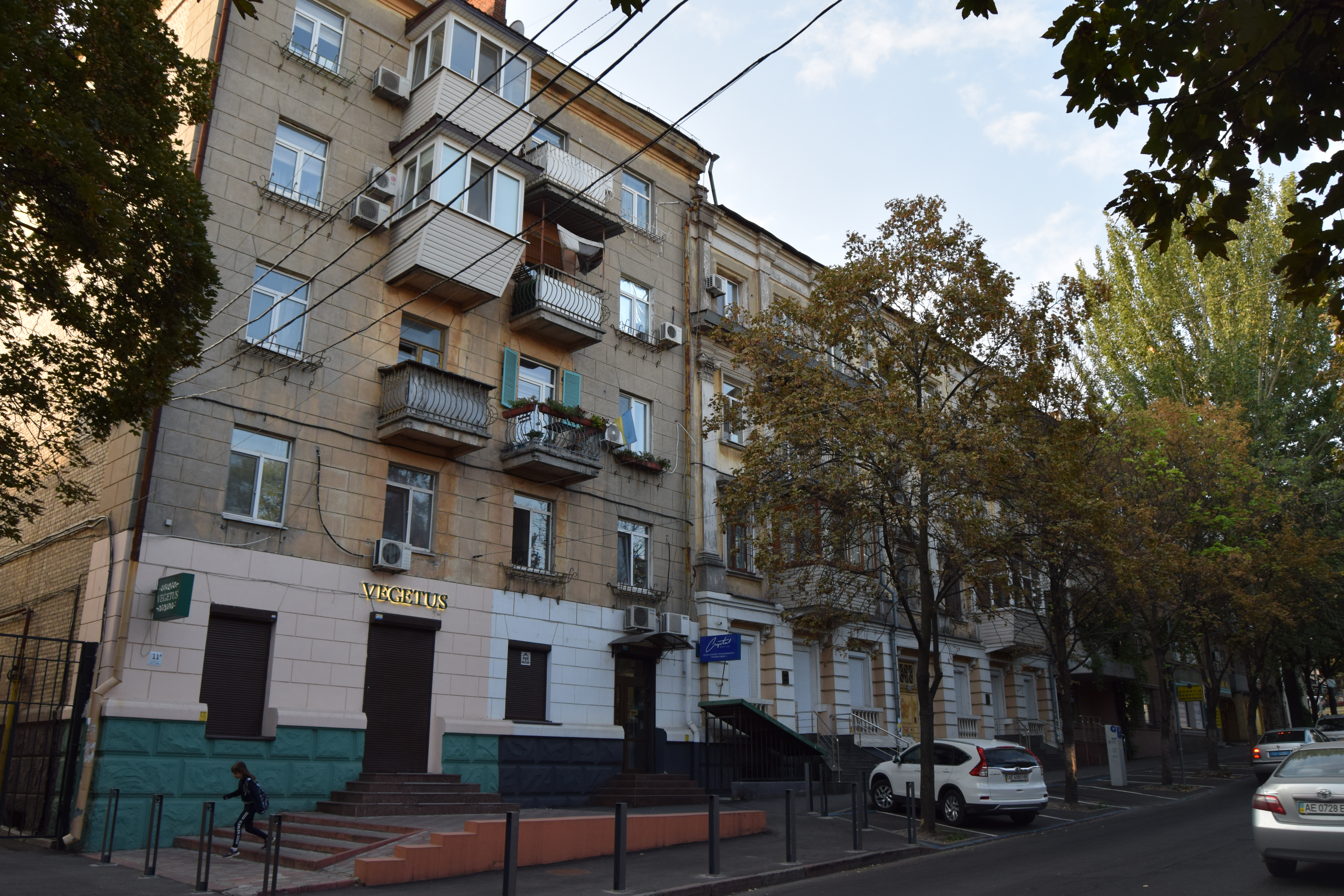
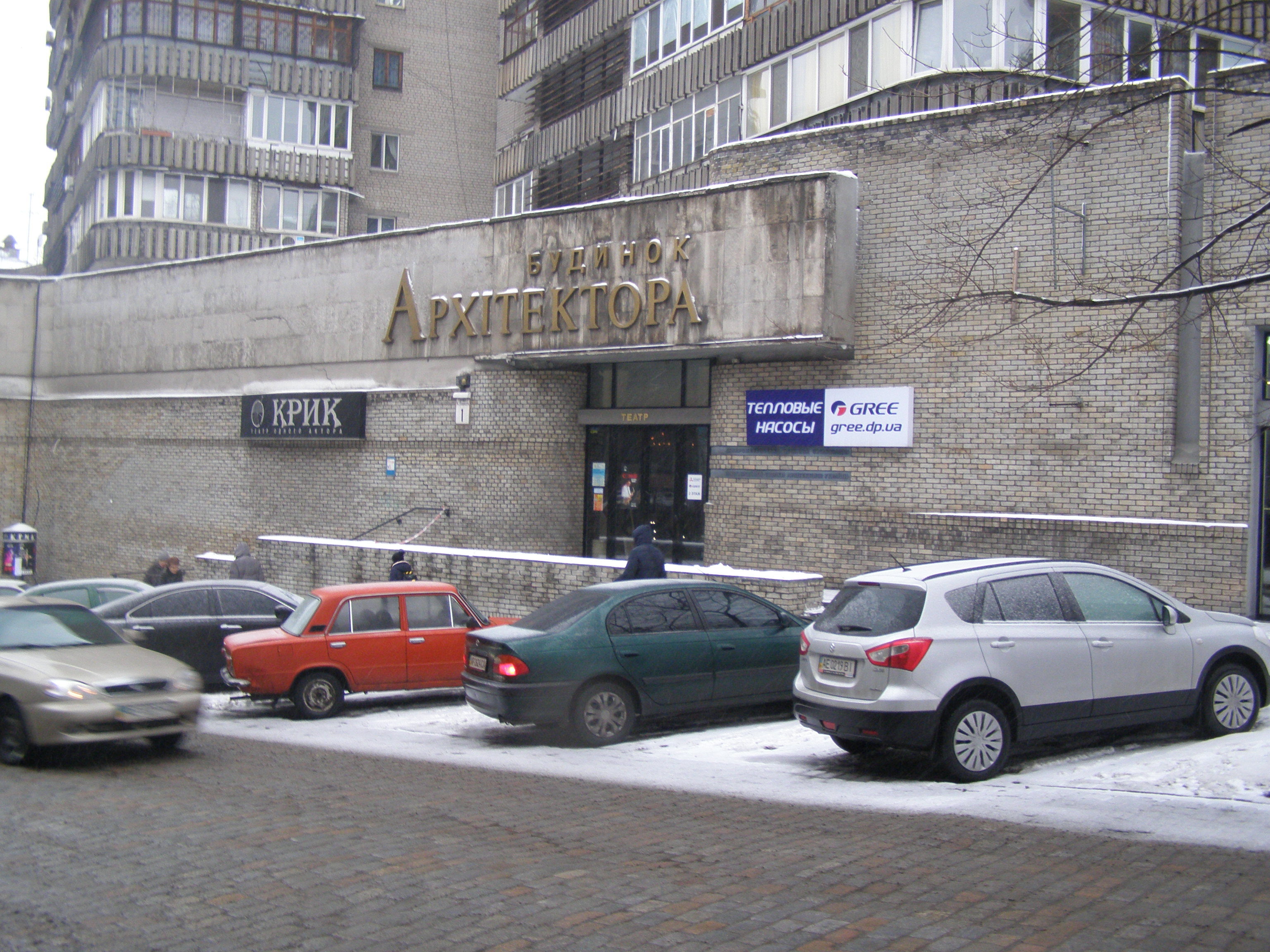
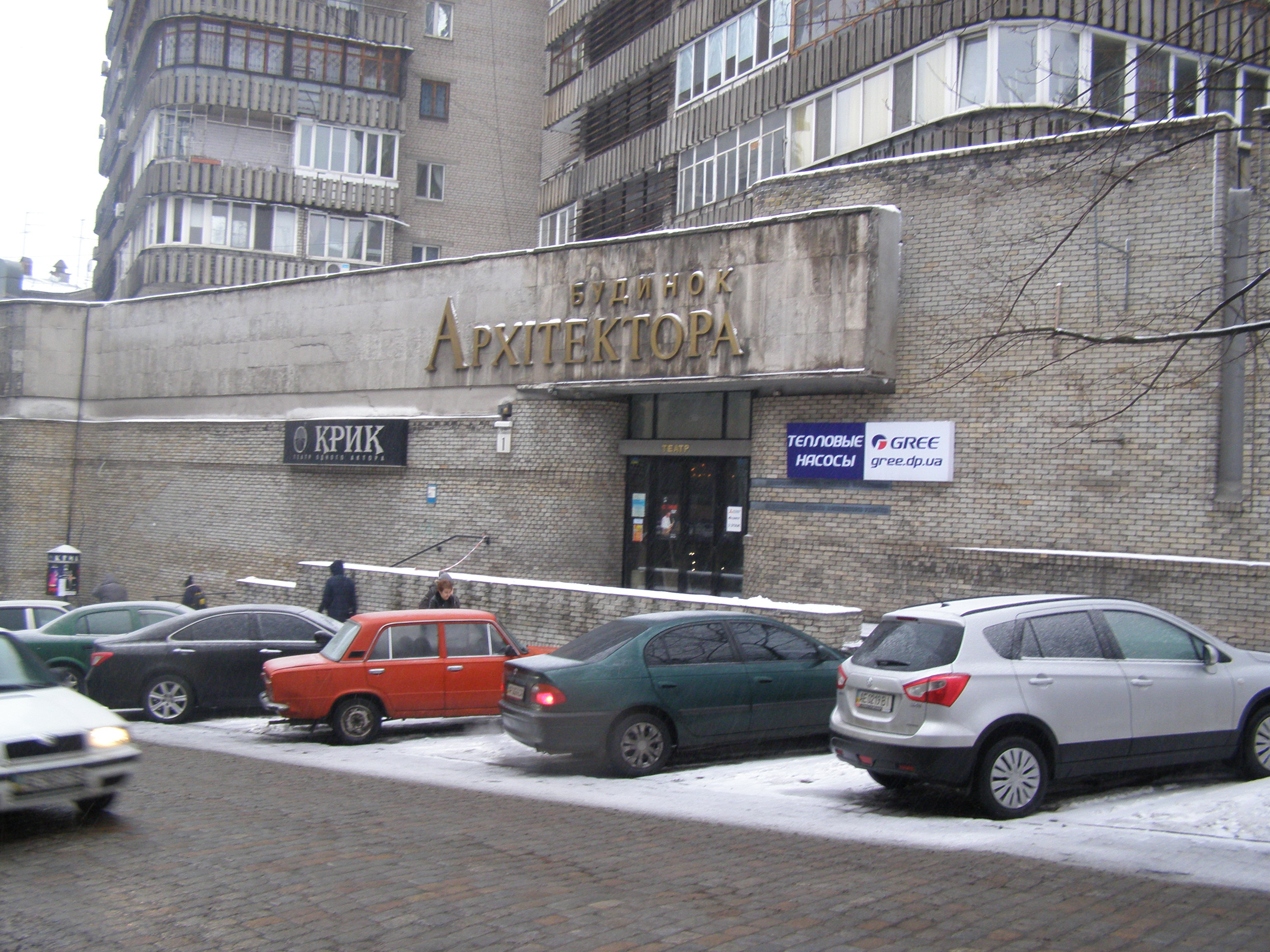
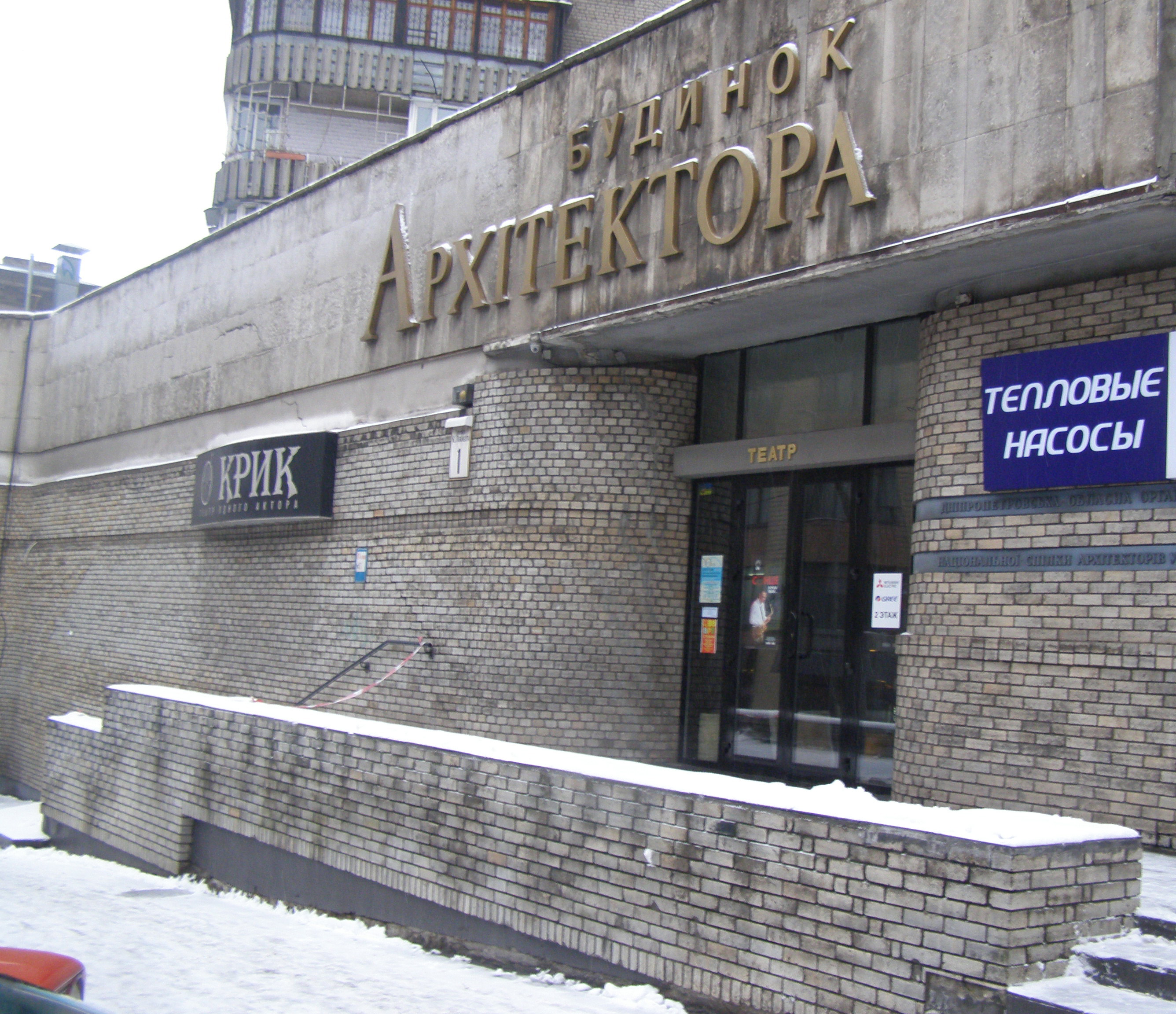

## Перехресні вулиці
- вулиця Липинського,
- проспект Яворницького,
- вулиця Шевченка,
- Троїцька площа,
- Старокозацька вулиця,
- вулиця Святослава Хороброго,
- Бородинська вулиця,
- вулиця Свєтлова,
- Вознесенська вулиця,
- вулиця Дарвіна,
- вулиця Симона Петлюри,
- Українська вулиця,
- вулиця Драгоманова,
- вулиця Сергія Подолинського,
- вулиця Ігоря Сікорського
- Барвінківська вулиця,
- проспект Пилипа Орлика,
- проспект Богдана Хмельницького.

## Будівлі
- № 1 — житловий будинок Дніпропетровського обкому КПРС;
- № 3 — департамент фінансів Дніпропетровської обласної адміністрації (колишнє Катеринославське відділення держбанку );
- № 4 — епархіальний центр УПЦ МП; колишня будівля 2-го ряду Троїцького базару;
- № 11 — Дніпровська філія Київського національного університету культури і мистецтв;
- № 58 — Водонапірна станція № 3 КП «Дніпроводоканал»;
- № 65 — Дніпропетровська обласна стоматологічна поліклініка;
- № 70 — Шевченківська районна рада;
- № 89 — Дніпропетровська обласна універсальна наукова бібліотека (відділ книгосховища основного фонду).